# Eremosynaceae
Eremosynaceae is een botanische naam, voor een familie van tweezaadlobbige planten. Een familie onder deze naam is niet zo vaak erkend door systemen van plantentaxonomie, maar wel door het APG-systeem (1998) en het APG II-systeem (2003).
Het gaat om een heel kleine familie van slechts één soort, die voorkomen in Australië. De APWebsite plaatst deze soort in de familie Escalloniaceae.